# 阿尔邦 (安省)
阿尔邦（法語：Arbent，法語發音：[aʁbɑ̃]）是法国东部安省的一个市镇，位于该省东北部，奥约纳市区东北，属于楠蒂阿区。

## 地理
阿尔邦（46°17'44"N, 5°40'52"E）面积23.49 平方千米，位于法国奥弗涅-罗讷-阿尔卑斯大区安省，该省份为法国东部省份，北起汝拉省，西北接索恩-卢瓦尔省，西接罗讷省和里昂大都会，南至伊泽尔省，东与萨瓦省、上萨瓦省和瑞士接壤。
与阿尔邦接壤的市镇（或旧市镇、城区）包括：多尔唐、埃沙隆、奥约纳、维里。

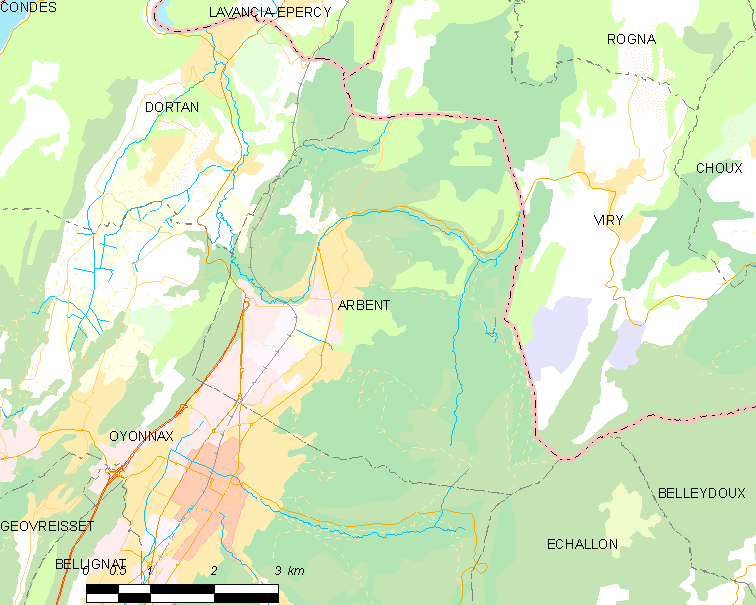
的OSM定位图

阿尔邦的时区为UTC+01:00、UTC+02:00（夏令时）。

## 行政
阿尔邦的邮政编码为01100，INSEE市镇编码为01014。

## 政治
阿尔邦所属的省级选区为奥约纳县。

## 人口

1962-2008年间人口变化图示

阿尔邦于2022年1月1日时的人口数量为3482人。